# Domestic Worker's Bill of Rights
Domestic Worker's Bill of Rights trädde i kraft den 29 november 2010, och definierar hushållsarbetare som anställd.

## Bakgrund
När National Labor Relations Act klubbades igenom i USA:s kongress 1935 omfattades inte hushållspersonal av den lagen.
Efter sex års kampanj lyckades man dock slutligen inför Domestic Worker's Bill of Rights i New York.

## New York
Lagen omfattar alla heltidsanställda, inklusive invandrare. Dock inte personer som tar hand om en anhörig, eller om de arbetar på deltid som till exempel barnvakt.

### Fotnoter
1. ↑  National Labor Relations Board (21 mars 1935). ”The National Labor Relations Act”. Arkiverad från originalet den 16 maj 2011. https://web.archive.org/web/20110516195832/http://www.nlrb.gov/national-labor-relations-act. Läst 16 augusti 2010.
2. ↑  National Domestic Workers Alliance. ”Who We Are”. Arkiverad från originalet den 14 april 2013. https://archive.is/20130414142427/http://www.domesticworkers.org/who-we-are. Läst 16 augusti 2010.
3. ↑  The New York State Department of Labor (29 november 2010). ”Domestic Workers' Bill of Rights”. Arkiverad från originalet den 17 november 2011. https://web.archive.org/web/20111117195309/https://www.labor.ny.gov/legal/domestic-workers-bill-of-rights.shtm. Läst 16 augusti 2010.